# Burkhardswalde (Müglitztal)
Burkhardswalde ist ein Ortsteil der Gemeinde Müglitztal im Landkreis Sächsische Schweiz-Osterzgebirge in Sachsen.

## Geographie

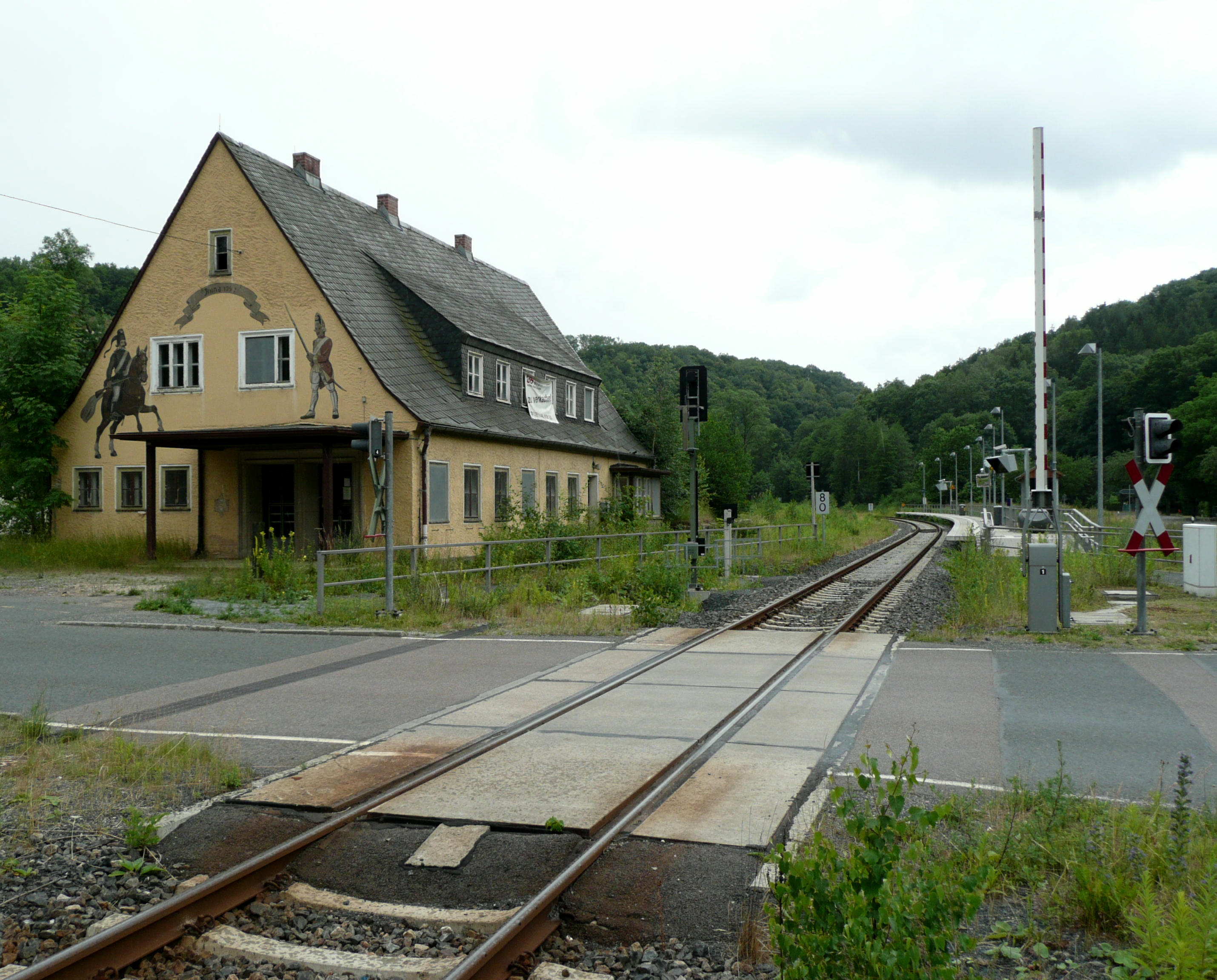
Haltepunkt Burkhardswalde-Maxen (2008)

Burkhardswalde befindet sich etwa acht Kilometer südwestlich der Kreisstadt Pirna und vier Kilometer südlich von Dohna am Rand des Osterzgebirges. Der Ort liegt auf 298 m ü. NN auf einer Hochebene zwischen dem Tal der Müglitz und dem Seidewitztal. Am östlich des Dorfes gelegenen Ziegenrückteich entspringt der Bach von Burkhardswalde, der bei Weesenstein in die Müglitz mündet. In Weesenstein befindet sich das überregional bekannte Schloss Weesenstein, außerdem gibt es dort einen Haltepunkt an der Müglitztalbahn, an der auch Burkhardswalde gemeinsam mit dem Nachbarort Maxen den Haltepunkt Burkhardswalde-Maxen besitzt.
Burkhardswalde erstreckt sich entlang zweier Kreisstraßen, die den Ort mit der im Müglitztal verlaufenden Staatsstraße 178 verbinden. Sie stellt an der Anschlussstelle Pirna die Verbindung zur Bundesautobahn 17 (Dresden–Prag) her, die etwa zwei Kilometer östlich von Burkhardswalde über die Seidewitztalbrücke verläuft.
Burkhardswalde bildet eine rund 650 Hektar große Gemarkung, die im Norden von der Gemarkung Weesenstein begrenzt wird. Nordöstlich und östlich von Burkhardswalde grenzt Meusegast (zu Dohna) an, südöstlicher Nachbar ist Nentmannsdorf (Gemeinde Bahretal). Südlich von Burkhardswalde liegt Biensdorf (zu Liebstadt), südwestlich ist Häselich benachbart. Im Westen grenzt Maxen an, nordwestlich von Burkhardswalde liegt die Gemarkung Crotta. Weesenstein, Häselich, Maxen und Crotta sind wie Burkhardswalde Ortsteile der Gemeinde Müglitztal.
Als Teilort Burkhardswaldes ohne offiziellen Ortsteilstatus existiert Burkhardswalde-Gesundbrunnen um den Haltepunkt der Müglitztalbahn.

## Geschichte
| Jahr | Einwohner |
| ---- | --------- |
| 1834 | 415       |
| 1871 | 512       |
| 1890 | 611       |
| 1910 | 700       |
| 1925 | 775       |
| 1939 | 639       |
| 1946 | 782       |
| 1950 | 805       |
| 1964 | 759       |
| 1990 | 532       |
| 1993 | 604       |

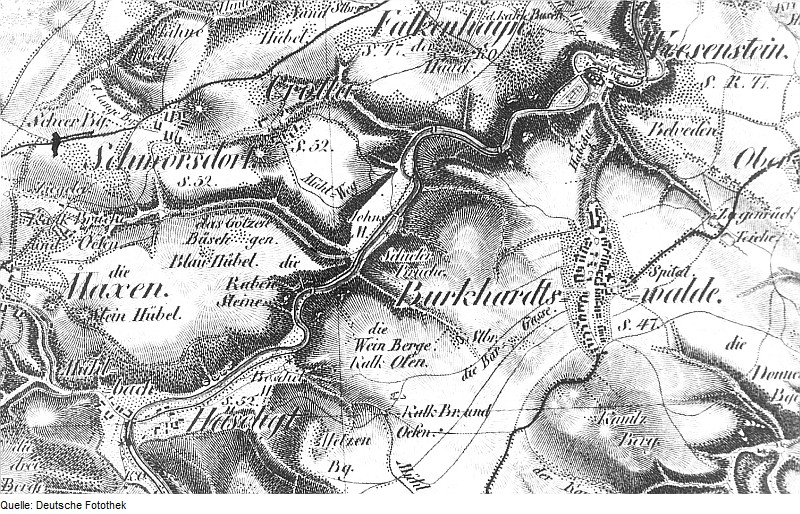
Burkhardswalde auf einer Karte von 1822

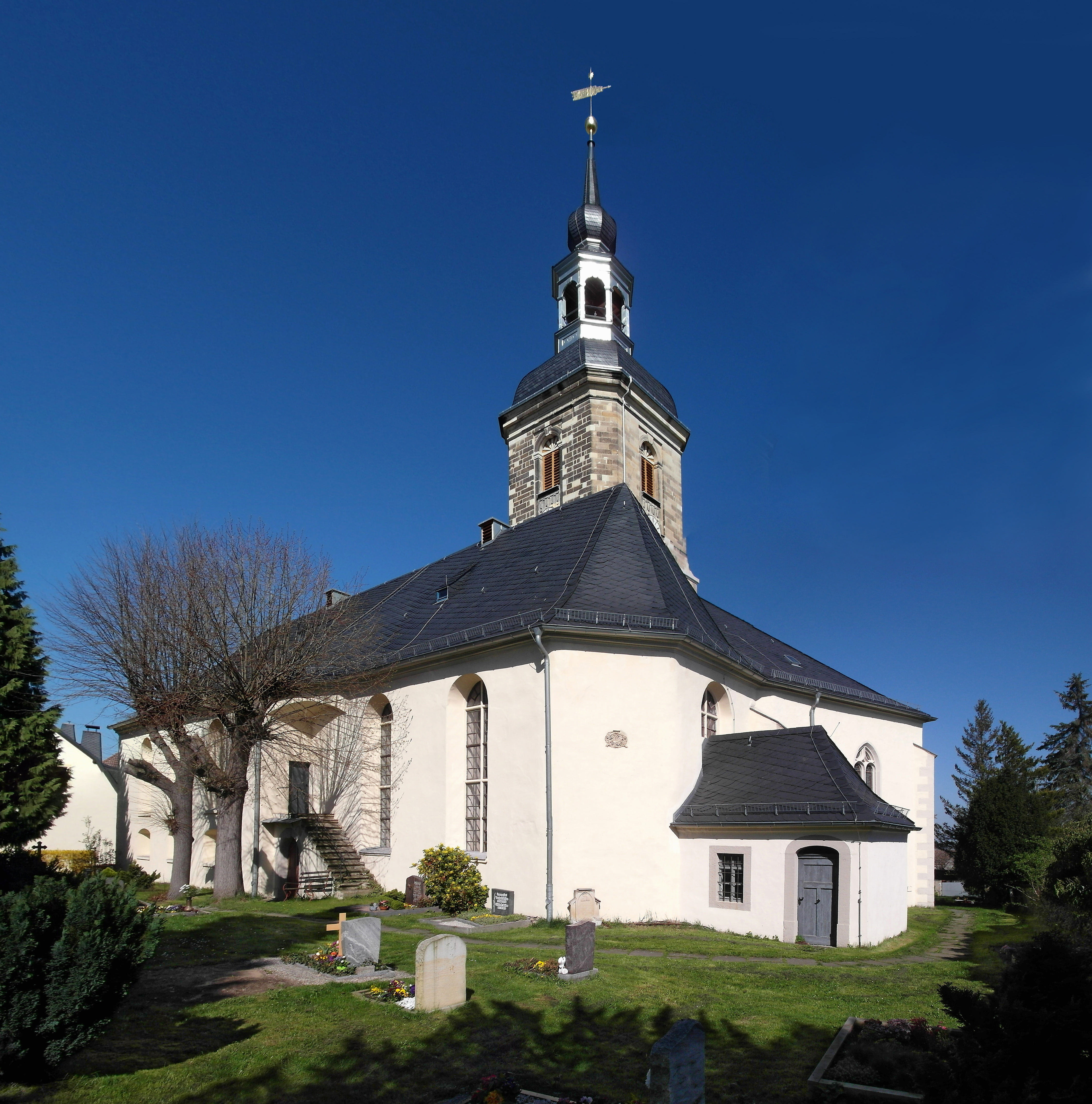
Kirche Burkhardswalde (Müglitztal)

Das Dorf, das im Jahre 1400 das erste Mal erwähnt wurde, war zunächst dem Distrikt Dresden zugeordnet, gehörte aber in der Folge zur Pflege Dohna und ab dem 17. Jahrhundert zum Amt Pirna. In den Jahren 1445 und 1551 wurde ein Vorwerk erwähnt. Nach der Verwüstung durch die Böhmen 1455 wurde Burgkartswalde als zur Herrschaft Weesenstein zugehörig ausgewiesen, die die Grundherrschaft ausübte. In Burkhardswalde lebten 1551 29 besessene Mann, 6 Häusler und 78 Inwohner, es gab 24 Hufen. Am 20. November 1759 fand im Siebenjährigen Krieg das Gefecht von Maxen zwischen dem Königreich Preußen und den Habsburgern statt. Nur wenig später, 1764, lebten 14 besessene Mann, 9 Gärtner und 17 Häusler im Dorf. Durch die Sächsische Landgemeindeordnung von 1838 erhielt das Dorf Eigenständigkeit als Landgemeinde. Seit 1875 gehörte die Gemeinde zur Amtshauptmannschaft Pirna. Von der Siedlungsform ist Burkhardswalde ein Waldhufendorf, dessen Gemarkung im Jahr 1900 eine Fläche von 662 Hektar hatte. Ab der Mitte des 19. Jahrhunderts wohnten immer mehr Menschen in Burkhardswalde, im Jahr 1910 waren es 700. In der Weimarer Zeit erreichte der Ort 775 Einwohner, zu Beginn des Zweiten Weltkriegs lebten aber nur noch 639 Menschen in Burkhardswalde. Im Jahre 1936 wurde der Ortsteil Neuburkhardswalde in die Gemeinde Mühlbach umgegliedert, die heute ebenfalls zu Müglitztal gehört. Nach dem Zweiten Weltkrieg wurde Burkhardswalde mit seinen 782 Einwohnern (1946) Teil der Sowjetischen Besatzungszone und später der DDR. Die seit der frühen Neuzeit bestehende Verbindung zum Verwaltungsort Pirna wurde auch in der Gebietsreform 1952 nicht aufgelöst, Burkhardswalde wurde Teil des Kreises Pirna im Bezirk Dresden.
Im April 1945 landete ein US-amerikanischer Flieger mit dem Fallschirm im Nachbarort Biensdorf, der von einer in Burkhardswalde lagernden SS-Einheit eingebracht, im Dorfgasthof verhört und dann westlich des Dorfes erschossen wurde. Sein Grab befand sich bis 2005 auf dem Ortsfriedhof.
In der DDR nahm die Einwohnerzahl des Ortes stetig ab und fiel von 805 im Jahr 1950 auf 532 im Jahr 1990. Nach der Wende stieg die Einwohnerzahl bis 1993 wieder auf 604. Burkhardswalde war im Zuge der Wiedervereinigung Teil des wiedergegründeten Freistaates Sachsen geworden. Eigenständig blieb die Gemeinde noch bis zum 28. Februar 1994, mit Wirkung zum 1. März 1994 schlossen sich Burkhardswalde, Maxen, Mühlbach und Weesenstein zur Gemeinde Müglitztal zusammen. Sie wurde am 1. August 1994 Teil des Landkreises Sächsische Schweiz und 2008 Teil des Landkreises Sächsische Schweiz-Osterzgebirge.
Die Kirche von Burkhardswalde wurde erstmals 1444 erwähnt. Bis 1865 war sie Begräbnisstätte der Familie von Bünau auf Schloss Weesenstein. Die Kirche gehört heute zur Kirchgemeinde Burkhardswalde-Weesenstein, in die auch die Orte Biensdorf, Großröhrsdorf und Nentmannsdorf gehören. Die Kirchgemeinde entstand 1917 aus der Vereinigung der Kirchgemeinden Burkhardswalde und Weesenstein. Nach der Reformation in Sachsen waren die Einwohner Burkhardswaldes überwiegend evangelisch-lutherisch. Auf 775 Einwohner im Jahr 1925 kamen 736 Evangelische, 24 Personen waren katholisch und 15 anderer oder keiner Religion.
Bekannt war Burkhardswalde vor allem durch die lange im Ortsteil Gesundbrunnen ansässige Firma Margonwasser, die Anfang des 20. Jahrhunderts die im Ort befindlichen Mineralwasserquellen entdeckte. Nach Übernahme des Brunnens durch die Hassia Mineralquellen GmbH & Co. KG im Jahr 2005 wurde die Produktion nach Lichtenau verlagert und der Betrieb im Müglitztal geschlossen. Anfang des Jahres 2010 hat die Hassia Mineralquellen GmbH & Co KG den ehemaligen Margonstandort an die KMS Kuchenmanufaktur Sachsen GmbH als Produktionsstandort für Backwaren verkauft.

## Persönlichkeiten
- Johannes Karl Walther (* 1860 in Burkhardswalde; † 1921), Dichter und Pfarrer